# Герои Социалистического Труда Таджикистана
В настоящий список включены:

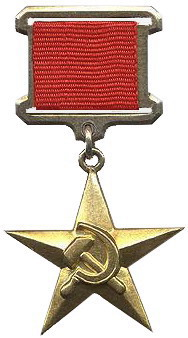
Золотая медаль «Серп и Молот»

- Герои Социалистического Труда, на момент присвоения звания проживавшие на территории Таджикской ССР (соответствующей границам современного Таджикистана) — 408 человек, в том числе 3 — дважды Герои Социалистического Труда;
- уроженцы Таджикистана, удостоенные звания Героя Социалистического Труда в других регионах СССР — 9 человек.
- Герои Социалистического Труда, прибывшие на постоянное проживание в Таджикистан — 5 человек.
- лица, лишённые звания Героя Социалистического Труда, — 13 человек и лица, в отношении которых Указ о присвоении звания отменён, — 3.

Вторая и третья части списка могут быть неполными из-за отсутствия данных о месте рождения и месте смерти ряда Героев.
В таблицах отображены фамилия, имя и отчество Героев, должность и место работы на момент присвоения звания, дата Указа Президиума Верховного Совета СССР, отрасль народного хозяйства, а также ссылка на биографическую статью на сайте «Герои страны». Формат таблиц предусматривает возможность сортировки по указанным параметрам путём нажатия на стрелку в нужной графе.

## История
Первое присвоение звания Героя Социалистического Труда в Таджикской ССР произошло 19 марта 1947 года, когда Указом Президиума Верховного Совета СССР за получение высоких урожаев хлопка в 1946 году были награждены шесть работников колхозов Сталинабадской области: Х. Атабаева, Р. Джабаров, С. Раджабов, Д. Расулова, Х. Сулейманова, Б. Хайдарова.

## Лица, удостоенные звания Героя Социалистического Труда в Таджикской ССР
| № | Фамилия, имя, отчество | Даты жизни              | Деятельность                                                                      | Дата присвоения       | Отрасль            | ГС       |
| - | ---------------------- | ----------------------- | --------------------------------------------------------------------------------- | --------------------- | ------------------ | -------- |
| 1 | Исмаилов Карим         | 02.10.1907 — 29.06.1968 | Председатель колхоза «Москва» Орджоникидзеабадского района Сталинабадской области | 01.03.1948 17.01.1957 | сельское хозяйство | [ ГС 1 ] |
| 2 | Саматов Абдугафур      | 16.02.1909 — 1996       | Председатель колхоза имени Ленина Пролетарского района Ленинабадской области      | 17.01.1957 02.04.1979 | сельское хозяйство | [ ГС 2 ] |
| 3 | Урунходжаев Саидходжа  | 1901 — 14.09.1967       | Председатель колхоза имени Ворошилова Ходжентского района Ленинабадской области   | 01.03.1948 17.01.1957 | сельское хозяйство | [ ГС 3 ] |

## Уроженцы Таджикистана, удостоенные звания Героя Социалистического Труда в других регионах СССР
| № | Фамилия, имя, отчество           | Даты жизни              | Деятельность | Дата присвоения | Отрасль            | ГС       |
| - | -------------------------------- | ----------------------- | --- | --------------- | ------------------ | -------- |
| 1 | Абдукадыров Абдуваит             | 1895 — ????             | Звеньевой хлопкового совхоза Дальверзин № 2 Министерства совхозов СССР, Бекабадский район Ташкентской области                                            | 13.07.1950      | сельское хозяйство |          |
| 2 | Герасименко Виктор Иванович      | 04.03.1933 — 08.07.2005 | Машинист экскаватора управления «Севгидрострой» Государственного производственного комитета по энергетике и электрификации СССР, Мурманская область      | 01.10.1963      | энергетика         | [ ГС 1 ] |
| 3 | Горбунов Сергей Александрович    | 06.06.1917 — ????       | Токарь авторемонтного завода производственного объединения «Ленавторемонт» Министерства автомобильного транспорта РСФСР, гор. Ленинград                  | 04.05.1971      | машиностроение     | [ ГС 2 ] |
| 4 | Кары-Ниязов Ташмухамед Ниязович  | 02.09.1897 — 17.03.1970 | Заведующий кафедрой высшей математики Ташкентского института инженеров ирригации и механизации сельского хозяйства, академик Академии наук Узбекской ССР | 01.09.1967      | наука              | [ ГС 3 ] |
| 5 | Муллаев Курбан                   | 1905—1984               | Председатель колхоза «Хакикат» Сыр-Дарьинского района Ташкентской области                                                                                | 07.05.1951      | сельское хозяйство | [ ГС 4 ] |
| 6 | Насрединов Салом                 | 16.05.1932 — 27.08.2004 | Машинист бульдозера управления механизации Главного управления Министерства монтажных и специальных строительных работ СССР, гор. Москва                 | 07.05.1971      | строительство      |          |
| 7 | Собакин Александр Константинович | 25.07.1912 — 03.11.1990 | Начальник Чаткальской геологоразведочной экспедиции треста «Ташкентгеология» Министерства геологии Узбекской ССР                                         | 04.07.1966      | геология           |          |
| 8 | Туйчиева Михриниса               | 1924 — ????             | Звеньевая хлопкового совхоза «Дальверзин» № 1 Министерства совхозов СССР, Бекабадский район Ташкентской области                                          | 26.04.1948      | сельское хозяйство |          |
| 9 | Ярматов Камиль Ярматович         | 02.05.1903 — 17.11.1978 | Кинорежиссёр, художественный руководитель киностудии «Узбекфильм», народный артист СССР, гор. Ташкент                                                    | 28.04.1973      | культура           | [ ГС 5 ] |

## Герои Социалистического Труда, прибывшие в Таджикистан на постоянное проживание из других регионов СССР
| № | Фамилия, имя, отчество | Даты жизни        | Деятельность                                                                    | Дата присвоения | Отрасль            | ГС       |
| - | ---------------------- | ----------------- | ------------------------------------------------------------------------------- | --------------- | ------------------ | -------- |
| 1 | Ким Василий            | 1917 — ????       | Звеньевой колхоза «Новый путь» Нижне-Чирчикского района Ташкентской области     | 17.07.1951      | сельское хозяйство | [ ГС 1 ] |
| 2 | Пак Че-Лок             | 01.05.1914 — 1977 | Председатель колхоза имени Микояна Нижне-Чирчикского района Ташкентской области | 13.06.1950      | сельское хозяйство | [ ГС 2 ] |
| 3 | Романова Вера Ивановна | 15.05.1912 — ???? | Доярка колхоза имени Жданова Калининского района Сталинградской области         | 20.11.1958      | сельское хозяйство | [ ГС 3 ] |
| 4 | Хе Ден-Ер              | 1913 — 07.05.1983 | Звеньевой колхоза имени Димитрова Нижне-Чирчикского района Ташкентской области  | 17.07.1951      | сельское хозяйство | [ ГС 4 ] |

## Лица, лишённые звания Героя Социалистического Труда
| №  | Фамилия, имя, отчество  | Даты жизни              | Деятельность | Дата присвоения | Дата отмены | Отрасль            | ГС        |
| -- | ----------------------- | ----------------------- | --- | --------------- | ----------- | ------------------ | --------- |
| 1  | Алиев Абубакир          | 1921 — ????             | Звеньевой колхоза имени Энгельса Гиссарского района Сталинабадской области                                                              | 02.06.1948      | 09.06.1950  | сельское хозяйство | [ ГС 1 ]  |
| 2  | Алиев Хаккула           | 1912 — ????             | Главный агроном Пролетарского районного отдела хлопководства Ленинабадской области                                                      | 26.06.1951      | 04.02.1971  | сельское хозяйство | [ ГС 2 ]  |
| 3  | Дустов Кара             | 1902 — ????             | Председатель колхоза «XIX партсъезд» Орджоникидзеабадского района Таджикской ССР                                                        | 17.01.1957      | 17.11.1964  | сельское хозяйство | [ ГС 3 ]  |
| 4  | Зиябеков Ходжа          | 1914 — ????             | Председатель колхоза имени Сталина Орджоникидзеабадского района Таджикской ССР                                                          | 17.01.1957      | 17.11.1964  | сельское хозяйство | [ ГС 4 ]  |
| 5  | Каландаров Халим        | 1914 — ????             | Председатель колхоза имени Ворошилова Курган-Тюбинского района Таджикской ССР                                                           | 17.01.1957      | 28.02.1977  | сельское хозяйство | [ ГС 5 ]  |
| 6  | Мавлянов Рахим          | 10.05.1910 — 1968       | Первый секретарь Орджоникидзеабадского райкома Компартии Таджикистана                                                                   | 17.01.1957      | 17.11.1964  | госуправление      | [ ГС 6 ]  |
| 7  | Олимов Толибжон         | 1908 — ????             | Звеньевой колхоза имени 1 Мая Регарского района Сталинабадской области                                                                  | 23.06.1949      | 09.06.1950  | сельское хозяйство | [ ГС 7 ]  |
| 8  | Тошев Бобомурат         | 1922 — ????             | Звеньевой колхоза имени Ленина Шахринауского района Сталинабадской области                                                              | 03.05.1949      | 09.05.1950  | сельское хозяйство | [ ГС 8 ]  |
| 9  | Тураев Гафур            | род. 1931               | Звеньевой колхоза имени Калинина Орджоникидзеабадского района Сталинабадской области                                                    | 01.03.1948      | 17.11.1964  | сельское хозяйство | [ ГС 9 ]  |
| 10 | Ульфатов Шариф          | 1922 — ????             | Бригадир полеводческой бригады хлопкового совхоза «Семеновод» Министерства совхозов СССР, Курган-Тюбинский район Сталинабадской области | 01.04.1948      | 22.09.1969  | сельское хозяйство | [ ГС 10 ] |
| 11 | Фозилов Хукмидин        | род. 1947               | Механик-водитель хлопкоуборочной машины совхоза № 4 Яванского района Курган-Тюбинской области                                           | 26.02.1981      | 14.11.1988  | сельское хозяйство | [ ГС 11 ] |
| 12 | Чирков Борис Николаевич | 09.01.1906 — 28.11.1978 | Директор горно-металлургического комбината № 6 Народного Комиссариата внутренних дел СССР, Ленинабадская область                        | 29.10.1949      | 16.01.1959  | металлургия        | [ ГС 12 ] |
| 13 | Шарипов Бобошо          | 1906 — ????             | Председатель колхоза имени Хрущёва Кулябского района Таджикской ССР                                                                     | 17.01.1957      | 12.12.1964  | сельское хозяйство | [ ГС 13 ] |

## Лица, в отношении которых указ о присвоении звания Героя Социалистического Труда отменён
| № | Фамилия, имя, отчество | Даты жизни  | Деятельность                                                                | Дата присвоения | Дата отмены | Отрасль            | ГС        |
| - | ---------------------- | ----------- | --------------------------------------------------------------------------- | --------------- | ----------- | ------------------ | --------- |
| 1 | Камолов Умар           |             | Звеньевой колхоза имени Сталина Шульмакского района Гармской области        | 02.06.1948      | 09.02.1949  | сельское хозяйство | [ ГС 14 ] |
| 2 | Нажмудинов Икрам       | 1928 — ???? | Звеньевой колхоза «Большевик» Гиссарского района Сталинабадской области     | 01.03.1948      | 15.02.1954  | сельское хозяйство | [ ГС 15 ] |
| 3 | Шарипов Холмат         | 1912 — ???? | Звеньевой колхоза имени Сталина Ленинабадского района Ленинабадской области | 03.05.1949      | 30.01.1954  | сельское хозяйство | [ ГС 16 ] |